# Dado Cavalcanti
Luis Eduardo Barros Cavalcanti, mais conhecido como Dado Cavalcanti (Arcoverde, 9 de julho de 1981), é um treinador de futebol brasileiro. Atualmente está sem clube.

## Carreira

### Início
Formado em Educação Física (CREF 002070-G/PB), Dado nasceu em Arcoverde, interior de Pernambuco. Cresceu em Caruaru, onde começou a jogar futebol no Colégio Diocesano de Caruaru. Aos 17 anos foi para a capital, nas categorias de base do Santa Cruz. Elogiado pela técnica, mas lento e sem força, tentou a sorte no Náutico, onde conheceu Muricy Ramalho. Encostado, recebeu o convite para estagiar na comissão técnica do time de juniores, aceitou e pegou gosto. Aos 22 anos, já treinava a equipe infantil do Timbu, e de lá virou auxiliar no Sub-20 do Sport. Até que surgiu o convite que mudou, definitivamente, sua vida.

### Ulbra e Brazsat
Dado Cavalcanti começou desde cedo a buscar espaço no mundo futebolístico. Sua carreira meteórica como treinador de futebol fez com que obtivesse resultados significativos num curto espaço de tempo e acumulasse experiência mesmo com a pouca idade. Foi o treinador mais jovem do Brasil a conquistar um título do futebol profissional, com apenas 24 anos pelo Ulbra, de Rondônia.
Ele foi bicampeão do Campeonato Rondoniense nas temporadas 2006 e 2007. Dado ainda foi Campeão Brasiliense da Terceira Divisão com o Brazsat, em 2008.

### Santa Cruz
Em 2009 levou o Santa Cruz às oitavas-de-final da Copa do Brasil, desclassificando o Botafogo em pleno Engenhão, igualando à melhor colocação da história do clube na competição. Foi eleito pela crônica esportiva local como o melhor técnico do Campeonato Pernambucano de 2010.

### América de Natal, Central e Icasa
No final do segundo semestre de 2010 assumiu o América de Natal na Série B, permanecendo no clube até março de 2011. Após uma breve passagem pelo Central, no dia 30 de abril de 2011 foi contratado pelo Icasa para comandar o time na Série B.

### Ypiranga, Luverdense e Mogi Mirim
Em 2012 comandou o Ypiranga e o Luverdense. Não conseguiu subir com o Luverdense para a Série B, mas seu grande trabalho fez com que chegasse ao futebol paulista, acertando para 2013 com o Mogi Mirim.

### Paraná
Após a boa campanha que levou o Mogi Mirim às semifinais do Campeonato Paulista, foi contratado pelo Paraná Clube para disputa da Série B.

### Coritiba
No final desse ano, foi apresentado como o novo técnico do Coritiba para a temporada de 2014. No dia 31 de março, foi demitido devido à eliminação na semifinal do Campeonato Paranaense para o Maringá.

### Ponte Preta
Sem clube, foi contratado para treinar a Ponte Preta, após a ida de Vadão para a Seleção Brasileira Feminina. Deixou a Macaca após a Copa do Mundo de 2014, por conta de divergências de opiniões entre comissão técnica e a diretoria.

### Náutico
Após dois meses sem treinar nenhum clube, no dia 12 de agosto de 2014 acertou com o Náutico.

### Ceará
No dia 3 de dezembro de 2014, acertou com o Ceará para a temporada 2015. Foi dispensado após alguns resultados negativos.

### Paysandu
Em fevereiro de 2015, Dado Cavalcanti foi apresentado no Paysandu. Após chegar ao clube com desconfiança, com o time sendo eliminado do Campeonato Paraense de 2015 na fase semifinal, Dado acertou o time para a Série B e conseguiu uma boa campanha, lutando pelo acesso até as últimas rodadas e terminando na 7ª colocação. O time paraense chegou a ter 90% de chance de subir a série A, mas deixou escapar o acesso nas últimas rodadas. Neste ano, Yago Pikachu se destacou e foi contratado pelo Vasco da Gama.
Com o desempenho, o contrato do técnico foi renovado para a temporada seguinte, na qual venceu o Campeonato Estadual e a Copa Verde com menos de uma semana entre os dois títulos. No entanto, na Série B, o time tem um mau início de campeonato, que inclui uma derrota por 5 a 1 diante do Tupi. Após a derrota por 3 a 1 para o Náutico em plena Curuzu, na 7ª rodada, em 7 de junho de 2016, Dado desligou-se do Paysandu.

### Retorno ao Náutico
Em dezembro de 2016, foi confirmado para treinar o Náutico em 2017. Após uma sequência de maus resultados acabou sendo demitido no final de maio.

### CRB
No dia 17 de junho de 2017, foi anunciado como novo técnico do CRB para o restante da Série B. Em setembro a diretoria do clube alagoano anunciou a saída de Dado Cavalcanti do clube, surpreendendo a todos. O treinador comandou a equipe em 16 partidas, tendo sete vitórias, quatro empates e cinco derrotas, deixando o time no 13° lugar na tabela da Série B.

### Retorno ao Paysandu
Em fevereiro de 2018 o Paysandu voltou a contratar o técnico, com vínculo até dezembro 2018. Após o time perder para o Vila Nova por 2 a 1, na Curuzu, Dado foi demitido no dia 12 de julho.

### Bahia
Entre abril de 2019 e março de 2020, Dado treinou a equipe de aspirantes (Sub-23) do Bahia. Por conta da pandemia, o time foi desmontado e Dado deixou o clube. Em outubro do mesmo ano, Dado retornou ao Bahia após um breve período na Ferroviária. O plano inicial era que ele trabalhasse como coordenador das divisões de base e técnico da equipe Sub-23, porém, após a demissão de Mano Menezes, Dado assumiu a função de técnico da equipe principal. Em 8 de maio de 2021, conquistou o título da Copa do Nordeste 2021. Dado foi demitido no dia 17 de agosto de 2021.

### Vitória
Em dezembro de 2021, Dado é anunciado pelo Vitória, o maior rival do Bahia, para temporada de 2022. Pela equipe baiana, Dado ficou pouco menos de três meses, tendo sua demissão anunciada após a eliminação da primeira fase do Campeonato Baiano.

### Vila Nova
Em 15 de maio foi contratado pelo Vila Nova para comandar o clube na sequência da Série B. Em menos de um mês após ser anunciado pelo Tigre, Dado, foi demitido no dia 2 de julho de 2022, após nove partidas e nenhuma vitória.

### Seleção Brasileira
Após voltar ao América de Natal para substituir Thiago Carvalho e livrar o Alvirrubro da zona de rebaixamento da Série C, Dado não conseguiu atender as expectativas e o Mecão acabou rebaixado à Série D.
Porém, ao fim da campanha do técnico na Série C, foi convidado por Fernando Diniz para integrar a comissão técnica da Seleção Brasileira nos amistosos contra Bolívia e Peru, pelas Eliminatórias da Copa do Mundo.

### Portuguesa
No dia 27 de outubro de 2023 foi anunciada a sua contratação pela Portuguesa para treinar a equipe a partir da temporada 2024. Após início ruim no Campeonato Paulista foi demitido em 8 de fevereiro de 2024.

## Títulos
Ulbra
- Campeonato Rondoniense: 2006 e 2007

Brazsat
- Campeonato Brasiliense - Terceira Divisão: 2008

Santa Cruz
- Copa Pernambuco: 2009

Luverdense
- Campeonato Mato-grossense: 2012

Paysandu
- Campeonato Paraense: 2016
- Copa Verde: 2016 e 2018

Bahia
- Copa do Nordeste: 2021[24]

## Prêmios individuais
- Melhor técnico do Campeonato Paraense: 2016 (Troféu Camisa 13)
- Melhor técnico do Campeonato Paulista: 2013
- Melhor técnico do Campeonato Pernambucano: 2010